# 小鹿斑比2
《小鹿斑比2》是一部於2006年由華特迪士尼製作的長篇動畫片。它首次公開是以電影院的形式，於2006年1月26日在阿根廷首映；之後，迪士尼又於2006年2月7日以錄影帶首映的形式於美國發行。在亞洲部分，雙碟版的DVD分別由中錄德加拉和博偉在中國大陸以及台灣等其它地區發行。這部片打破了「兩部於同一系列中的電影相隔之製作時間」的世界紀錄，它是迪士尼之前的電影《小鹿斑比》的「鏡框式續集」，而該兩部片相隔的製作時間長達了64年之久。
這部影片是《小鹿斑比》的鏡框式續集，也就是其故事內容發展的時間在「原電影的片頭之後、片尾之前」。故事開始時，主角班比（Bambi）的母親已經被獵殺（原電影則是在故事中段敘述此事），可是故事結束時，斑比也還沒有長大成為一隻耳朵長毛的鹿（原電影在故事結尾有此段）。其主要故事內容則是在敘述斑比的爸爸森林之王（Great Prince of the Forest）如何和斑比相處，來照顧這個沒有了母親的小鹿。這部電影原本的名稱為《斑比和森林之王》（Bambi and the Great Prince），但經過後來的決定，才將片名改為《小鹿斑比2》（Bambi II）。

## 劇情
故事開始於原電影《小鹿斑比》的中間，年輕的小鹿斑比（Bambi）正在森林中四處尋找牠的母親，完全並不知道牠的母親已經被獵人給殺害。斑比的父親森林之王（Great Prince of the Forest）找到斑比並將牠帶回牠位於一棵倒下來的樹下的洞穴。整個故事的內容主要就是在敘述斑比和牠父親之間的相處，原本斑比並不太信任牠父親，桑普 (Thumper) 和 花兒 (Flower) 兩個人關係並不是很好。但是在經過彼此深入的互動後，斑比就更加喜歡牠的父親。主要還有因為一開始斑比的爸爸很擔心斑比太幼小不適合離開樹洞到森林間活動，打算將班比交託給班比的母親的好友米娜來照顧，可是斑比卻違背牠父親的命令跑出去嘗試向牠父親證明自己的勇氣。剛開始森林之王雖然對斑比擅自離開樹洞的事感到生氣與介意，但看到斑比在和同伴的追逐之下無意間跳躍一個很寬的河谷後為此感到很驚訝和高興。

## 配音員
| 配音                                  | 配音          | 角色                                       |
| 美國                                  | 台灣          | 角色                                       |
| ------------------------------------- | ------------- | ------------------------------------------ |
| 亞歷山大·古爾德                       | 曾浩維        | 斑比 (Bambi）                              |
| 布萊登·博吉                           | 唐天          | 桑普 (Thumper）                            |
| 尼奇·裘斯                             | 王子仁        | 花兒 (Flower）                             |
| 安德莉亞·鮑恩                         | 彭歆          | 芬妮（Faline）                             |
| 帕特里克·斯图尔特                     | 康殿宏        | 森林之王（The Great Prince of the Forest） |
| 安東尼·甘那姆                         | 王度          | 阿諾（Ronno）                              |
| 克莉·香莫                             | 林芳雪        | 米娜（Mena）                               |
| 克里斯·富古森                         | 陳宗岳        | 貓頭鷹朋友（Friend Owl）                   |
| 瑪琪娜·卡爾吉爾 艾瑪·羅斯 艾莉尔·温特 | 姜以婕 曾湘彤 | 打手的姐妹（Thumper's Sisters）            |
| 布萊恩·皮門泰爾                       | 李勇          | 土撥鼠（The Groundhog）                    |
| 布萊恩·皮門泰爾                       | 胡立成        | 豪豬（Porcupine）                          |
| 卡洛琳·亨尼西                         | 許淑嬪        | 斑比的母親（Bambi's Mother）               |

## 華語版歌曲
〈生機處處〉主唱：蕭蔓萱
〈春天初兆〉主唱：蕭蔓萱
〈一起歡唱春天來臨〉主唱：李勇（土撥鼠）

## 發行
在美國、日本、加拿大、中國、香港以及臺灣等地區，這部電影是以錄影帶首映的方式發行的，並沒有經過電影院的上映。但是，在某些地區，包括了英國、法國、奧地利、墨西哥、多明尼加、巴西、澳洲以及其它部分的歐洲國家，這部電影是以電影院首映的方式發行的。
這部電影在美國發行的第一個星期中大約販售了260萬張DVD。

## 外部連結
- AllMovie上《小鹿斑比2》的资料（英文）
- 大卡通資料庫上《小鹿斑比2》的資料（英文）

- 豆瓣电影上《小鹿斑比2》的資料 （简体中文）
- 互联网电影数据库（IMDb）上《小鹿斑比2》的资料（英文）
- 爛番茄上《II 小鹿斑比2》的資料（英文）
- Disney官方網站 （页面存档备份，存于）